# Вільчкув (Сьредський повіт)
Вільчкув (пол. Wilczków, нім. Wültschkau) — село в Польщі, у гміні Мальчиці Сьредського повіту Нижньосілезького воєводства.
Населення — 547 осіб (2011).
У 1975-1998 роках село належало до Вроцлавського воєводства.

## Демографія
Демографічна структура станом на 31 березня 2011 року:
|          | Загалом | Допрацездатний вік | Працездатний вік | Постпрацездатний вік |
| -------- | ------- | ------------------ | ---------------- | -------------------- |
| Чоловіки | 279     | 69                 | 194              | 16                   |
| Жінки    | 268     | 53                 | 173              | 42                   |
| Разом    | 547     | 122                | 367              | 58                   |